# Jägerlatein
Jägerlatein ist in der deutschen Sprache eine Metapher für übertrieben dargestellte Erzählungen von Jägern über Erlebnisse bei der Jagd, etwa Zahl oder vor allem Größe der erlegten Tiere. Dazu gehört auch das Erfinden neuer Tierarten wie des Wolpertingers. Der alte Begriff fand als Sprachbild für Konfabulation Eingang in die allgemeine Umgangssprache. Analog werden die Begriffe Seemannsgarn aus der Seefahrt und Anglerlatein aus dem Umfeld des Angelns verwendet.

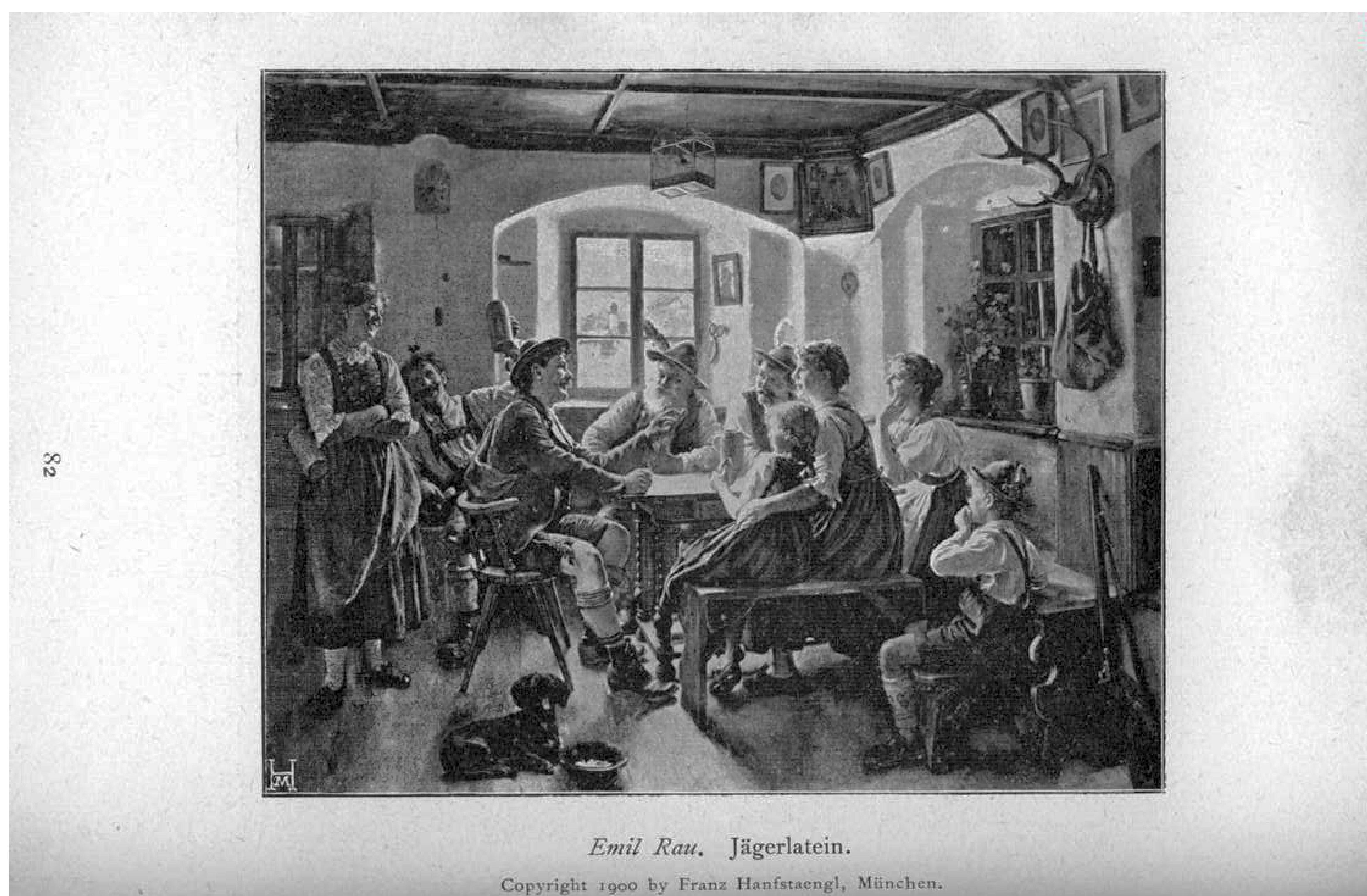
Jägerlatein, Emil Rau (Offizieller Katalog der Münchener Jahres-Ausstellung 1900 im Glaspalast)

Dagegen ist die Jägersprache als Bezeichnung für den Jargon der Jäger vom Jägerlatein zu unterscheiden.

## Geschichte
Der wohl älteste Beleg für Jägerlatein stammt aus der Zeit des ägyptischen Pharaos Thutmosis III. (reg. 1479–1425 v. Chr.), der sich brüstete, auf dem Rückweg eines seiner Feldzüge nach Vorderasien 120 Elefanten erlegt zu haben. Noch fantastischer nimmt sich die Bilanz einer Hofjagd des assyrischen Königs Tiglatpileser I. (reg. 1115/4–1077/6 v. Chr.) aus, bei der ebenfalls 120 Elefanten und dazu noch 800 Löwen erlegt worden sein sollen.
Otto von Bismarck sagte angeblich: „Es wird nie so viel gelogen wie vor der Wahl, während des Krieges und nach der Jagd.“
Jäger- und Anglerlatein bilden die Grundlage vieler Witze oder wurden zu Lateralen verarbeitet.
Weitere ähnlich entstandene Sprachbilder aus der Jagd sind Begriffe wie „Glücksjäger“, „Schatzjäger“ oder „Schürzenjäger“. Ein Beispiel für diesen Sprachgebrauch enthält Clemens Brentanos 1803 entstandenes Gedicht Der Jäger an den Hirten, in dem ein Jäger zum „Schatzjäger“ wird:
„Aber ich muß fort nach Thule
Suchen auf des Meeres Grund
Einen Becher, meine Buhle
Trinkt sich nur aus ihm gesund.
Wo die Schätze sind begraben
Weiß ich längst, Geduld, Geduld,
Alle Schätze werd’ ich haben
Zu bezahlen alle Schuld. (…)“